# 拓跋儀
拓跋 儀（たくばつ ぎ、生年不詳 - 409年）は、北魏の皇族。衛王。

## 経歴
拓跋翰の子として生まれた。成長すると身長は7尺5寸、容貌魁偉で髭が美しく、舞剣を得意とし、騎射は匹敵する者がなかった。拓跋珪が賀蘭部を頼ると、拓跋儀は侍従として従った。登国元年（386年）、九原公の爵位を受けた。拓跋珪に従って諸部を撃破し、戦功を挙げた。
登国3年（388年）、後燕の慕容垂のもとに使者として立った。慕容垂と問答し、慕容垂の余命の長くないことを見抜き、子の慕容宝の非才と慕容徳の野心を察知して、帰国すると拓跋珪に報告した。登国6年（391年）、陳留公拓跋虔らとともに西方の黜弗部を討ち、撃破した。後に平原公に改封された。
拓跋珪が劉衛辰を討つと、拓跋儀は別道を進軍して、劉衛辰の遺体を回収し、その首級を行宮に伝えた。功績により、東平公に徙封された。登国9年（394年）、黄河の北の屯田を命じられて、五原から塞外までの開墾を推進した。登国10年（395年）、後燕が五原に侵攻してくると、拓跋儀は朔方に拠って、後燕軍の帰路を扼した。并州が平定されると、功績により拓跋儀は尚書令に任じられた。
皇始元年（396年）、中山を包囲した。慕容徳が敗走すると、拓跋珪は慕容麟の妻の周氏を拓跋儀の妻として与えた。征東大将軍として鄴を包囲した。皇始2年（397年）4月、鄴の包囲を解いて鉅鹿に移鎮し、楊城に兵糧を集めた。5月、驃騎大将軍・都督中外諸軍事・兗豫雍荊徐揚六州牧・左丞相に任じられ、衛王に封じられた。後燕に対する征戦に参加し、中山や鄴の平定に軍功を挙げた。
天興元年（398年）1月、道武帝（拓跋珪）が中山行台を置くと、拓跋儀は守尚書令として中山に駐屯した。3月、平城に召還された。天興2年（399年）、3万騎を率いて西北の砂漠を越え、高車の別部7部を討った。天興5年（402年）、後秦の姚平を柴壁で討ち、功績を挙げた。
天賜初年、宜都公穆崇とともに反乱を計画した。道武帝はその計画を察知したが、秘密にして拓跋儀を赦した。天賜6年（409年）、天文に異変が多く、占いに「逆臣ありて屍を伏し血を流すべし」と言われた。道武帝はこのため多くの公卿を殺し、天災を避けようとした。拓跋儀は不安を抱いて、単騎で遁走し、道武帝の追っ手に殺害された。庶人の礼で葬られた。

## 子女
15人の子があった。
- 拓跋纂（太武帝のときに定州刺史、中山公、中山王、内大将軍）
- 拓跋良（南陽王、後嗣）
- 拓跋幹（明元帝のときに内将軍・都将となり、射鴟都将と称す、太武帝のときに新蔡公、文成帝のときに都官尚書）

## 伝記資料
- 『魏書』巻15 列伝第3
- 『北史』巻15 列伝第3